# Le Delarge
Pour les articles homonymes, voir Delarge.
Le Delarge ou Dictionnaire des arts plastiques modernes et contemporains est un dictionnaire français consacré aux arts plastiques modernes et contemporains, paru originellement sous la forme d'un livre en 2001, il est depuis dématérialisé et dispose de plus de 30 000 entrées.

## Présentation
Le Delarge s'intéresse aux artistes, aux collectionneurs, aux mouvements artistiques ainsi qu'aux techniques (traditionnelles, vidéo, collage et installations) ou événements historiques majeurs dans le domaine des arts modernes et contemporains depuis le début du XXe siècle à nos jours et du monde entier.
Il mentionne des lieux artistiques, tels que Céret, Saint-Paul-de-Vence, Barbizon, des revues, des grandes collections telles Maeght, Guggenheim, Barnes, Thyssen, Saatchi, ainsi que les mécènes et les faussaires.
Il présente d'une part des fiches d'artiste du monde entier ; des plus connus aux plus jeunes encore inconnus, avec des informations factuelles ; des dates (naissance, formation, expositions de groupe ou personnelles, rétrospectives, etc.) et des lieux d'expositions temporaires ou permanentes facilitant ainsi la recherche dans les catalogues, mais aussi des citations et critiques ainsi que des renvois vers les notices sur les mouvements artistiques qui constituent l'autre partie de l'ouvrage et permettent de replacer les œuvres dans leur contexte. Il contient aussi un catalogue des sigles des musées du monde entier.
Ce dictionnaire n'est pas illustré. Les articles décrivent et placent, si nécessaire, les œuvres dans des filiations.
Le Delarge se veut « un recueil exhaustif des artistes ayant exposé entre 1905 et 2014 », en recensant des peintres, graveurs, sculpteurs et dessinateurs (incluant les auteurs de bande dessinée) ainsi que les photographes, vidéastes, installationnistes et tout type de plasticien.
Il est utilisé en France,,, ainsi qu'à l'étranger,,,, dans les bibliothèques institutionnelles, dont la bibliothèque du Congrès, celles des grandes écoles  et universités (université Harvard, école nationale des chartes…), ainsi que celles des instituts (Institut national d'histoire de l'art, Getty Research Institute…) et musées (musée national d'art moderne, Metropolitan Museum of Art, Institut d'art de Chicago,).

## Historique
En 1956, Jean-Pierre Delarge ayant acquis une toile dans l'atelier d'un artiste hongrois, et ne trouvant aucune information à son sujet, décide, pour combler ce manque, de créer un ensemble de fiches répertoriant les artistes modernes et contemporains qu'il rencontre.
En 1985, la somme des informations collectée est devenue substantielle et l'éditeur Gründ en propose la publication sous forme de dictionnaire.
En 2001, l'ouvrage de 1 368 pages, également appelé Dictionnaire des arts plastiques modernes et contemporains, paraît chez Gründ. Il contient environ 15 000 notices.
En 2009, avec l'assistance de Dominique Blaizot, ledelarge.fr est désormais accessible en ligne.
En juin 2015, la version en ligne contient plus de 31 000 artistes, 3 500 photographes et 1 250 notices,. Cette version numérique est mise à jour quotidiennement.